# Colletes gussakowskii
Colletes gussakowskii là một loài Hymenoptera trong họ Colletidae. Loài này được Noskiewicz mô tả khoa học năm 1936.